# Man with a Mission
Man with a Mission estilizado como MAN WITH A MISSION o a veces MWAM, (Español: El Hombre con una Mision) es una banda japonesa del Rock alternativo formada en Shibuya, Tokio en 2010. La banda actualmente consiste de cinco miembros, con los nombres artísticos de Tokyo Tanaka (voz), Jean-Ken Johnny (guitarra, voz, rap), Kamikaze Boy (bajo, coros), DJ Santa Monica (DJ, sampler), y Spear Rib (batería).
El estilo musical de MWAM es descrito como hard rock y dance pop. Se destacan por la característica de que todos sus miembros llevan diferentes máscaras de lobos durante sus conciertos y vídeos musicales. Muchos de sus sencillos han sido usados como temas para una variedad de animes, películas, y videojuegos.

## Trayectoria
La banda comenzó tocando dentro de pequeños locales en el área de Shibuya, para el año 2010 organizaron un tour en Estados Unidos llamado Whisky a Go Go, el tour finalizó con el lanzamiento de su primer miniálbum titulado Welcome to the New World. El disco estuvo durante 6 semanas en el top 100 de Oricon, en el año 2011 lanzaron un nuevo sencillo titulado Never Fxxkin' Mind the Rules para después iniciar un nuevo tour en marzo de 2011 alrededor de Japón. Su primer álbum debut llamado Man with a Mission Vol. 1 fue lanzado en junio de 2011.
Tras lanzar el álbum la banda participó en un evento de rock japonés llamado Summer Sonic 2011 y además estuvieron como invitados en otros festivales. Durante los conciertos su música fue transmitida en varias estaciones de radio de todo el país. La banda apareció en un póster publicitario de la compañía Tower Records en septiembre de 2011. En octubre del mismo año lanzaron el álbum Trick or Treat con material original y varias versiones. En mayo de 2012 la banda hizo un evento en el Shibuya-AX donde tocaron un sencillo que más adelante se ubicó en las listas de Oricon. Continuaron con un tour en varios puntos de Tokio y siguieron publicando en formato digital varios sencillos y miniálbum.

## Miembros
Miembros actuales
- Tokyo Tanaka –  Voz (2010–presente)
- Jean-Ken Johnny  –  Guitarra, voz, rapeo (2010–presente)
- Kamikaze Boy –  Bajo, coros (2010–presente)
- DJ Santa Monica  –  DJ, sampler (2010–presente)
- Spear Rib –  Batería (2010–presente)

Músicos de gira
- E.D.Vedder –  Guitarra (2010–presente)

## Discografía
Álbumes de estudio
- Man With a Mission (2011)
- Mash Up The World (2012)
- Tales of Purefly (2014)
- The World's On Fire (2016)
- Chasing the Horizon (2018)

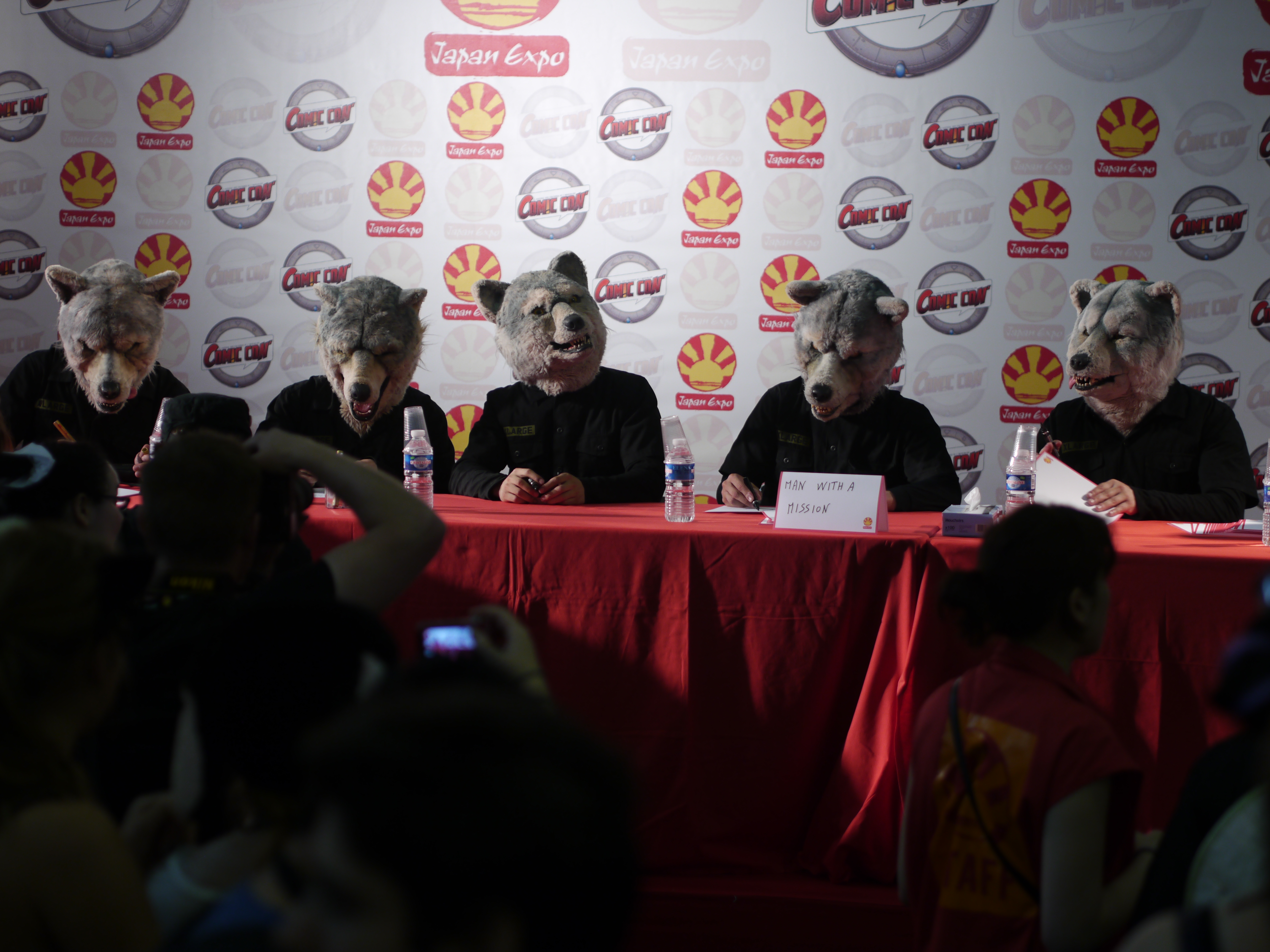
Man with a Mission en el Japan Expo 2012 de Paris (Francia).

- Break and Cross The Walls I (2021)
- Break and Cross The Walls II (2022)

EPs
- Welcome to the New World (2010)
- Trick or Treat (2011)
- Welcome to the New World -Standard Edition- (2012)
- Don't Feel the Distance (2014)
- When My Devil Rises (2014)
- Dead End in Tokyo -European Edition- (2017)
- Dead End in Tokyo -World Edition- (2017)

Sencillos
- MAN WITH A MISSION - 2010
- RAIN OF JULY - 2011
- NEVER FXXKIN' MIND THE RULES - 2011
- distance - 2012
- Emotions - 2013
- Wake Myself Again - 2013
- database feat. TAKUMA(10-FEET) - 2013
- Seven Deadly Sins - 2015
- Out of Control (Feat. Zebrahead) - 2015
- Raise your flag - 2015
- Memories - 2016
- Dead end in Tokyo - 2017
- Dog Days - 2017
- My Hero/Find You - 2017[20]
- Freak It! (Feat. Tokyo Ska Paradise Orchestra) - 2018
- Take me Under - 2018
- 86 Missed Calls ft. Patrick Stump - 2019
- Dark Crow - 2019

### Recopilatorios
- Beef Chicken Pork - 2014
- 5 Years 5 Wolves 5 Souls - 2015
- MAN WITH A "BEST" MISSION- 2020

### DVD
- Wolf Complete Works I - 2012
- Wolf Complete Works II - 2013
- Wolf Complete Works III - 2014
- Wolf Complete Works IV - 2016